# Dositej Obradović
Dositej (Dimitrije) Obradović (serbiska: Доситеј Обрадовић), född omkring 1740 i Tjakovo i Banatet, död 1811 i Belgrad, var en serbisk skriftställare, språkforskare och filosof.
Obradović vigdes 1757 till munk i ett serbisk-ortodoxt kloster i Srem, vistades länge på studieresor i sydslaviska länder, Mindre Asien och på Athos, kom 1771 till Wien, där han tillbringare sju år, och sedan till Leipzig (1783), flyttade 1807 till Belgrad, där han blev medlem av senatsrådet och verkade för undervisningsväsendet.
Obradović lade grunden till det nyserbiska litteraturspråket 1783 genom sin i Leipzig tryckta självbiografi Zivot i priključenija Dimitrija Obradovića, narečenoga ukaludjerstvu Dositeja, njim istim spisat i izdat. År 1789 utgav han i Wien Pesna o izbavleniju Serbije (Sång om Serbiens befrielse). Dessutom skrev han åtskilliga oden med anledning av historiska händelser och andra dikter, huvudsakligen fabler av Aisopos, Basne (1788). Av stort värde är även hans etiska betraktelser Soveti zdravago razuma (Det sunda förnuftets råd, 1784) och Etika ili filosofija moralna (1803).
Obradovićs betydelse ligger främst i att han gjorde det serbiska talspråket till skriftspråk och därigenom utträngde den kyrkslaviska stilen ur den världsliga litteraturen. Hans predikningar, propovedi, förvaras i manuskript i Belgrads bibliotek. Efter hans död trycktes hans språkliga arbeten Christoitija sireć blagi obyčai i Vjenac ot Alfavita (1825) och Bukvica (1830). Hans skrifter utkom 1833-45 i Belgrad (nya upplagor 1850, 1893 och 1911, fullständig nationalupplaga med biografier av Jovan Skerlić). Jernej Kopitar och Josef Dobrovský författade studier över Obradović på tyska.